# 持続性性喚起症候群
持続性性喚起症候群（じぞくせいせいかんきしょうこうぐん、PSAS（英: persistent sexual arousal syndrome）または PGAD（英: Persistent genital arousal disorder））は、特発性かつ持続性の性的興奮を引き起こす症候群。性的なこととは関係のないところでも性的欲求が発生する。オーガズムによって一時的に症状が緩和されることもあるが、数時間もすれば症状はぶり返す。それにより、普通の生活が送れなくなることが患者にとって問題となっている。

## 概説
通常のオーガズムと異なる点として、日常生活を阻害するほどの回数や頻度の多さが挙げられる。性欲とは関係がなく、特に色情症とは定義、概念から全く異なるものである。女性に発生することが多いが、男性の罹患者もいる。
この症候群によって生じる肉体的な興奮は、極めて強烈であり、数日や数週間などの長期にわたって持続することがある。この症候群は、患者の日常作業への集中を妨げ、衰弱させることがある。また、自転車や自動車に乗った際の微弱な振動でも性的快感を覚えることさえある。症状自体は命に別状はないものの、集中力を妨げられることで患者は安定した仕事や日常生活が送れない。またパートナーとの関係性の悪化や破局、自分の性的欲求に自己嫌悪を感じ、自殺したケースも実在する。

## 診断基準
PGADと診断されるためには、下記の5つの基準を満たす必要がある：
1. 性的興奮の生理学的症状の存在（陰茎や陰核の鬱血、疼き、知覚過敏）が数時間、数日から数ヶ月持続する
2. 性器の興奮はオーガズムによって軽減されない
3. 性器の興奮に性的関心や性的欲求が伴わない
4. 性器の興奮は望ましくなく、煩わしい
5. 持続的な性器の興奮は、不安を引き起こす

## 歴史
この症候群そのものは2001年に発見された。しかしこの症状は極めて珍しいだけでなく、他人に言えない恥ずかしいことであると感じる患者が多いため、報告されないことも多い。そのため症例数が限られており、有病率、治療方法ともに不明である。

## 原因と治療
持続性性喚起症候群の原因は様々であり薬物の影響、身体的原因など個々の例によって大きく異なり、個々の状況に応じた対応が必要とされる。イギリスのセント・メアリーズ病院の医師デイヴィッド・ゴールドメイヤーは、長期的に性欲がない状態の女性に発症しやすいことを主張している。また、興奮を健全な反応として認知的にリフレーミングするような心理療法や、抑圧していた性体験や人間関係のストレスを軽減するカウンセリングが効果をもたらすケースもある。